# Elatostema beibengense
Elatostema beibengense är en nässelväxtart som beskrevs av Wen Tsai Wang. Elatostema beibengense ingår i släktet Elatostema och familjen nässelväxter. Inga underarter finns listade i Catalogue of Life.